# Pollo alla Stefani

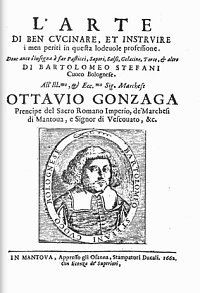
Frontespizio del volume L'arte di ben cucinare di Bartolomeo Stefani

Il pollo alla Stefani (o pollo alla Gonzaga o, ancora, insalata dei Gonzaga) è un piatto a base di pollo, tipico della cucina mantovana.
Antica ricetta introdotta alla corte dei Gonzaga dal cuoco Bartolomeo Stefani.

## Ricetta
La sua preparazione consiste nel lessare il pollo in acqua con sedano e carota. Terminata la cottura, il pollo viene tagliato a strisce e lasciato a marinare in un recipiente nel succo di limone, al quale viene unita l'uva sultanina. Lasciato riposare per una notte, viene servito freddo.